# Grand Quartier général français (1939-1940)
Pour les articles homonymes, voir Grand Quartier général et GQG.

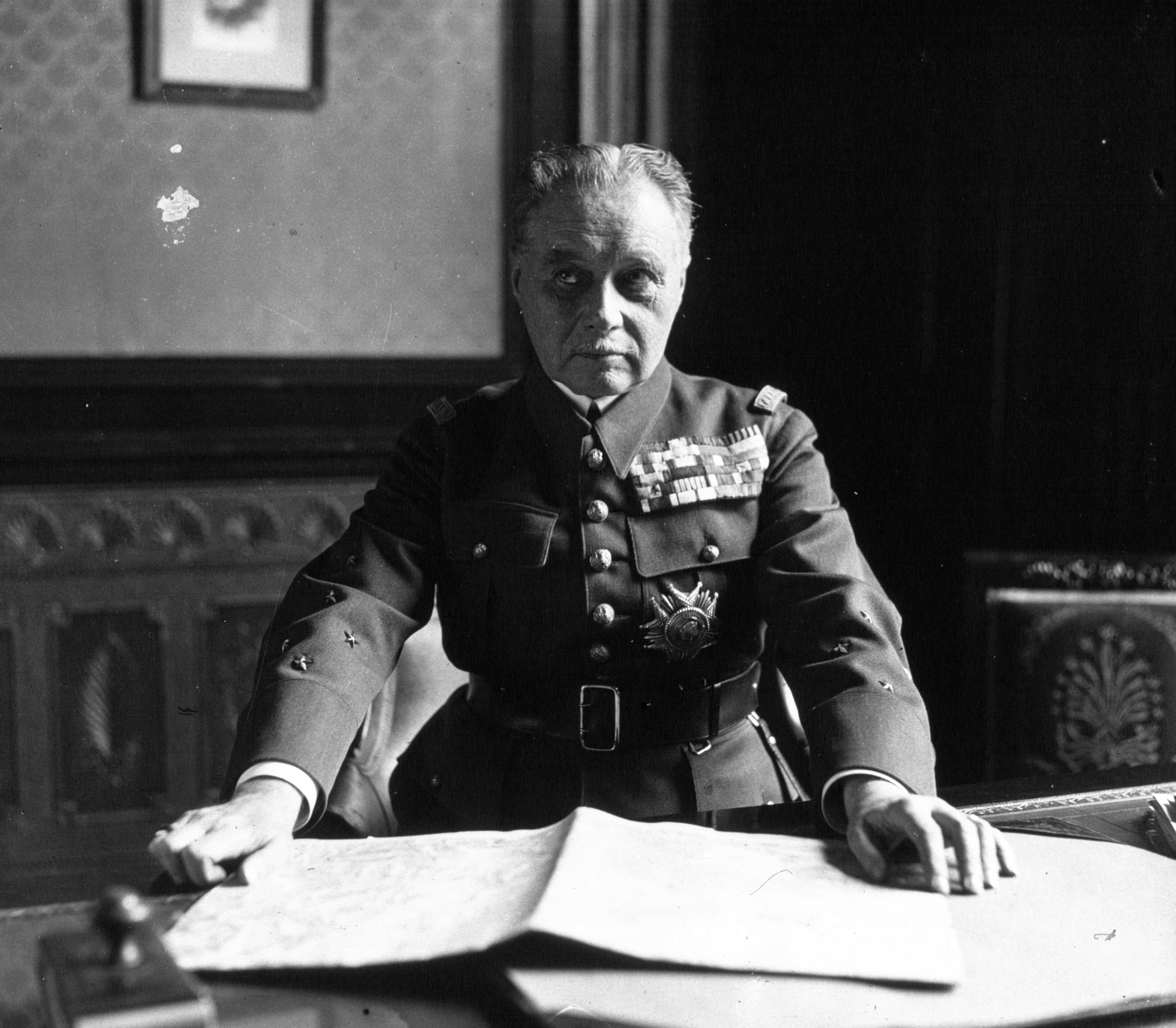
Maurice Gamelin, chef d’état-major général de la Défense nationale.

Le Grand Quartier général (ou GQG, ou G.Q.G.) est une structure de commandement des forces terrestres françaises, mise en place le 28 août 1939, peu avant le début de la Seconde Guerre mondiale. Cette structure fonctionne jusqu'au 1er juillet 1940, peu après l'armistice du 22 juin 1940.
Elle est une résurgence du Grand Quartier général mis en place pendant la Première Guerre mondiale. Réexaminés dans l'entre-deux-guerres, son périmètre et son organisation tentent de prendre en compte d'une part les ambiguïtés constatées durant ce premier conflit entre les attributions réciproques du gouvernement et du haut commandement militaire, et, d'autre part, l'évolution vers la guerre totale. Pour autant, la structure mise en place au début de ce second conflit mondial n'a pas entièrement convaincu. Cette structure de commandement a été marquée en effet par un fonctionnement manquant de cohésion et de réactivité, une organisation géographique morcelée, un effectif considérable et un périmètre qui n'incluait que les forces terrestres, témoignant d'une conception militaire dépassée.

## Mise en place
En août 1939, lors de la mobilisation générale française, l'état-major de l'armée, installé en temps de paix à Paris (au 231 du boulevard Saint-Germain, au sein du ministère de la Défense), et ses sections annexes forme le noyau du Grand Quartier général, avec le général Gamelin à sa tête.

### Organisation
Le Grand Quartier général est constitué de l'état-major, des inspecteurs et des directions des services mis à la disposition du commandement en chef, auxquels il faut ajouter les organes de commandement des réserves générales. Le GQG est dirigé par un chef d'état-major général de la défense nationale (CEMGDN) qui est également commandant général des forces terrestres. Les inspecteurs sont des conseillers techniques. Les services correspondent à différentes équipes participant au bon fonctionnement de l'administration militaire et pourvoient aux besoins des contingents.
L'état-major en tant que tel comprend quatre bureaux :
- le 1er bureau gère la situation des unités en effectifs et leurs dotations en matériel, ainsi que les relations administratives avec les autorités civiles ;
- le 2e bureau est chargé de la planification des opérations, ainsi que du renseignement sur l’ennemi[5] ;
- le 3e bureau est chargé de diriger les opérations, il traduit la volonté du commandement en ordres précis destinés aux unités intéressées ;
- le 4e bureau est chargé des transports, du ravitaillement, des questions cartographiques, des plans de circulation, des infrastructures, du casernement et des moyens de communication.

Le chef d'état-major général à la tête du GQG est quelquefois qualifié de « généralissime », ce qui n'est pas approprié, puisqu'il ne coiffe que les forces terrestres. Les autres armées restent indépendantes, sans commandement militaire unique, et le chef d'état-major général de la défense nationale a, au mieux, un rôle de coordination.

### Relations avec les instances politiques
La Première Guerre mondiale avait été marquée en France par des débats sur les attributions réciproques du pouvoir civil et du haut commandement militaire. Alexandre Millerand, ministre de la Guerre d'août 1914 à octobre 1915, était partisan de laisser à l'autorité militaire une pleine et entière liberté d'action. Ce n'était pas l'opinion qui prévalait chez les parlementaires qui reprochaient à ce ministre et au président du Conseil d'abdiquer leurs droits aux mains du général Joffre. Le général Gallieni, qui succéda à Millerand comme ministre de la Guerre, s'employa à réduire les prérogatives de Joffre. En 1939, l'articulation retenue en définitive entre le GQG, structure de haut commandement militaire, et le pouvoir politique limite les prérogatives du commandement militaire, par rapport au pouvoir civil. Le haut-commandement militaire, dont notamment le GQG pour les forces terrestres, est chargé de la conduite des opérations. Entre le gouvernement et ce haut-commandement, deux instances politico-militaires ont été mises en place permettant aux responsables politiques de garder la mainmise.
La première est le Conseil supérieur de la Défense nationale. Il est chargé de la direction générale de la guerre (buts généraux à atteindre et mesure pour subvenir aux besoins de l'armée et de la nation). Il réunit le gouvernement, l'inspecteur général des armées (le maréchal Pétain), le chef d’état-major général de la Défense nationale (CEMGDN, qui dirige le GQG) également commandant en chef des forces terrestres et les commandants en chef des autres armes (Marine nationale et Armée de l'air).
Le second est le Comité de guerre, chargé de la direction militaire de la guerre (directives générales et répartition des moyens). Il réunit le président de la République, le président du Conseil, les ministres de la Guerre, de la Marine, de l'Air et des Colonies, le chef d’état-major général de la Défense nationale, les commandants en chef des autres armes et l'inspecteur général des armées. Le Comité de guerre sera convoqué deux fois avant la drôle de guerre, et dix fois pendant les hostilités. Des réunions informelles associeront en revanche le ministre de la Guerre et le chef d'état-major général.
Mais dans le fonctionnement de ce dispositif, le pouvoir civil est handicapé en 1940 par les dissensions entre le ministre de la Guerre Édouard Daladier et le président du Conseil Paul Reynaud. De plus, le ministre de la Guerre n'exerce qu'une autorité théorique sur l'aviation et la marine, très autonomes.

### Implantation initiale et effectifs

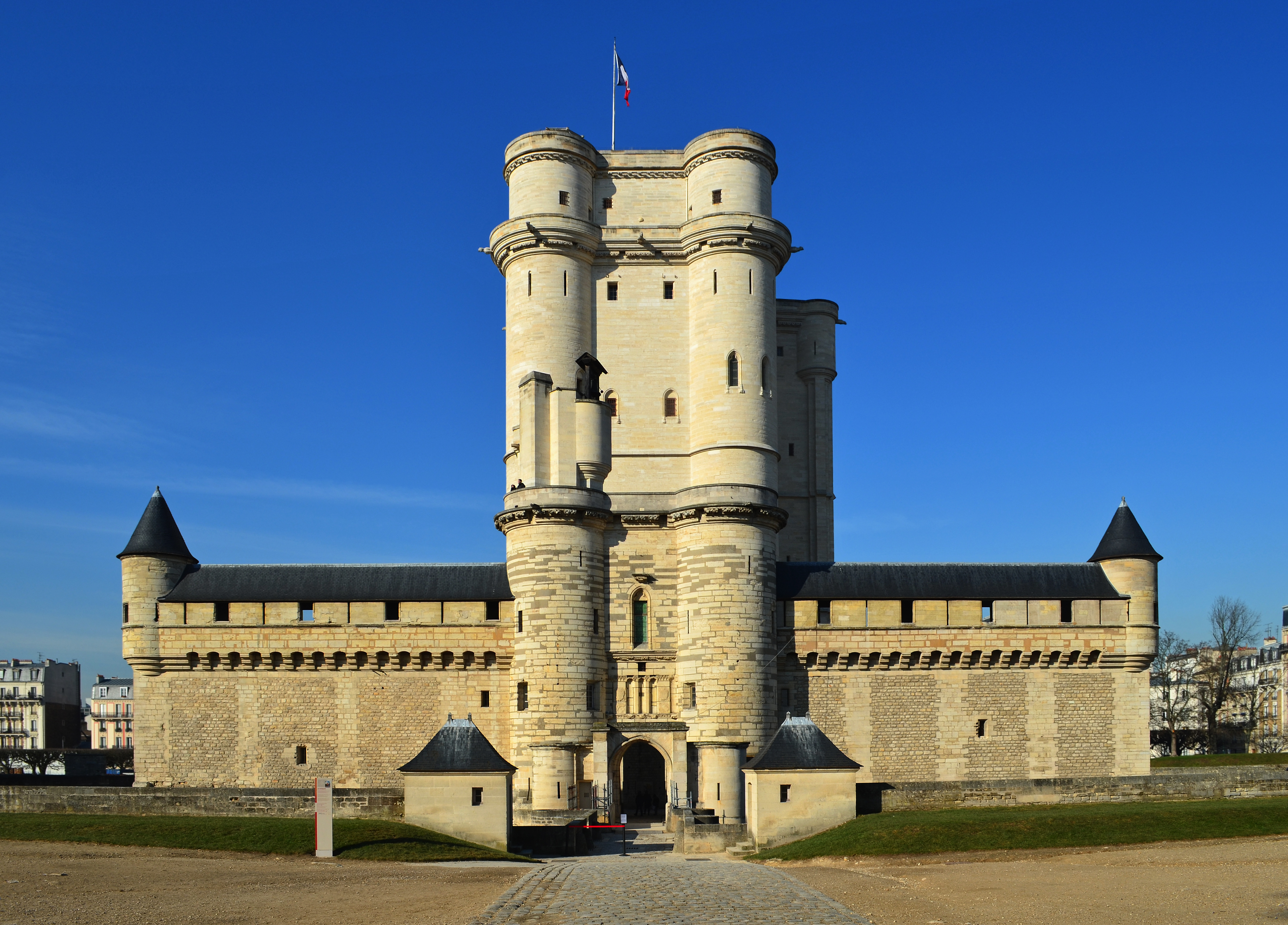
Château de Vincennes.

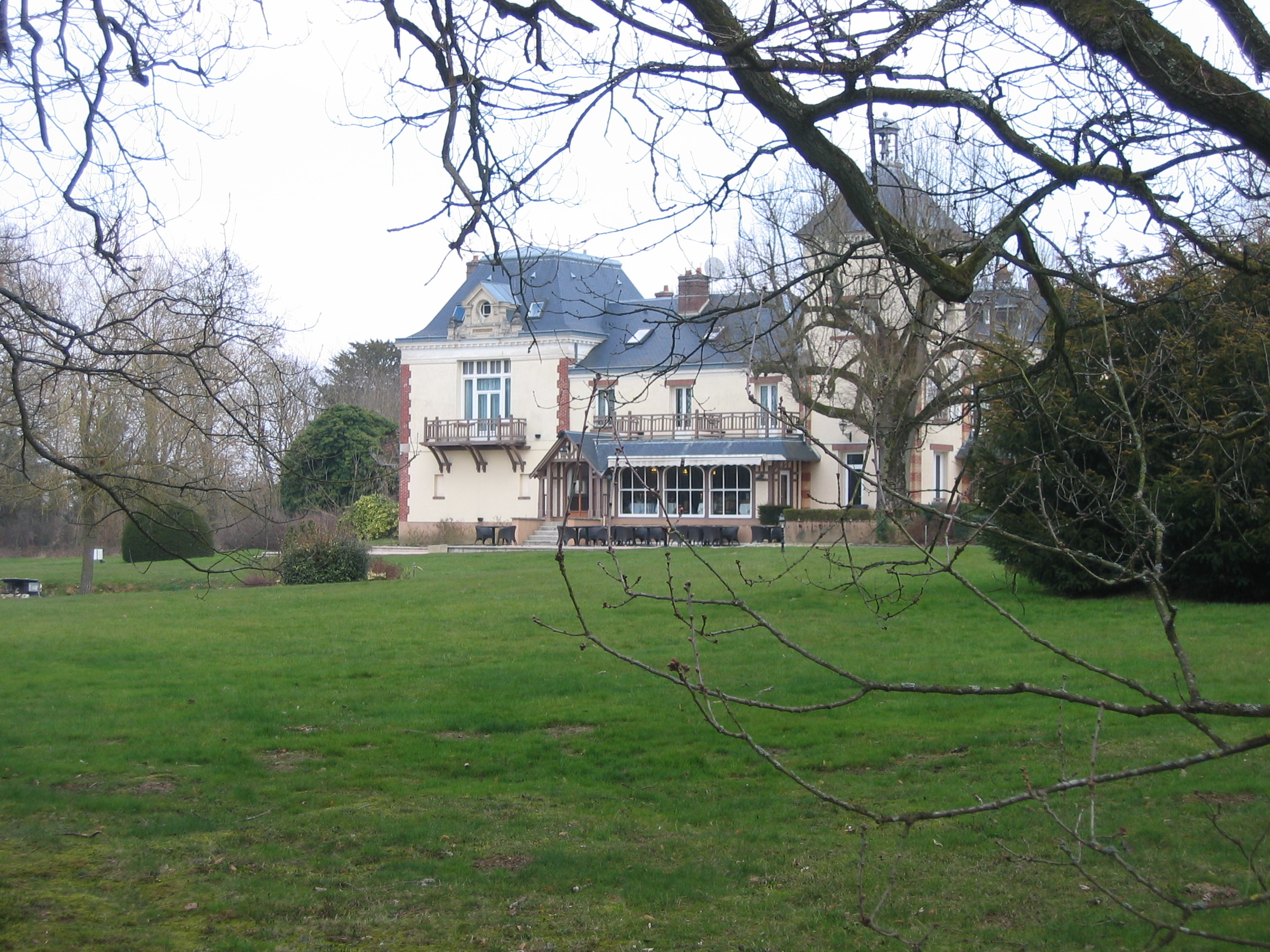
Hôtel des Bondons. La Ferté-sous-Jouarre

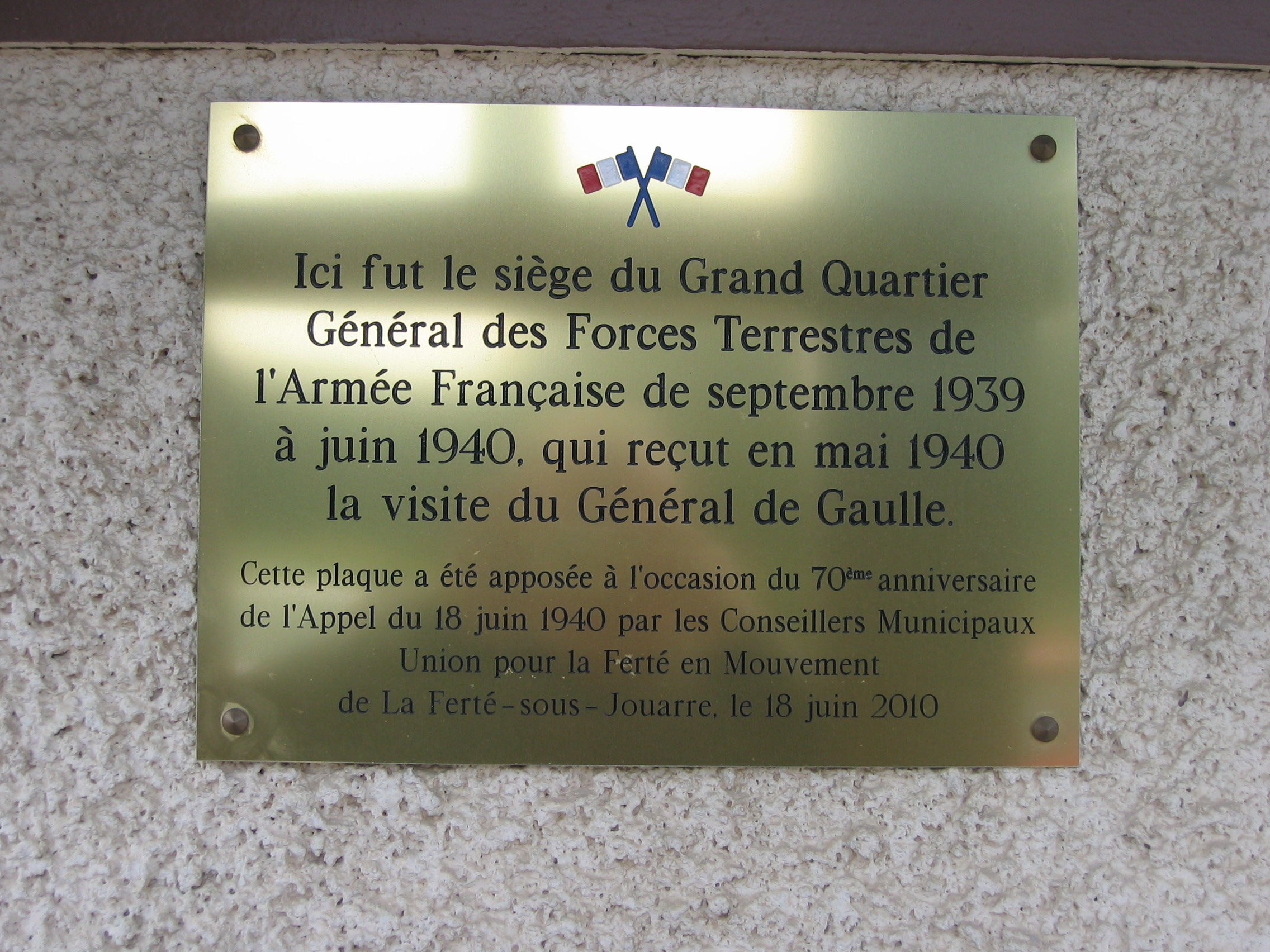
Plaque à l'hôtel des Bondons.

Dans l'entre-deux-guerres, l’implantation du GQG est prévue initialement à Metz. Cette installation est en cohérence avec des plans d’opérations offensifs et l’occupation de la Rhénanie. Au début des années trente, l'abandon de la stratégie offensive se traduit logiquement par des plans d'installation du GQG s'éloignant de la frontière, avec le site de Châlons-sur-Marne. Mais la hantise des bombardements aériens, qui commence à se développer au sein du haut commandement français, pousse à abandonner ce projet pour celui de Vertus, à une vingtaine de kilomètres à l’ouest de Châlons. En mars 1935, le site de La Ferté-sous-Jouarre, niché à la confluence de la Marne et du Petit Morin, à une heure de route de Paris, émerge de nouvelles études.
En 1938, les choix d'implantation pour le GQG s’orientent vers trois sites distincts :
- le château de Vincennes où s'installe le général Gamelin, qui est retenu pour exercer la fonction de chef d'état-major général (CEMGDN), avec son cabinet et quelques officiers de liaison ;
- La Ferté-sous-Jouarre, implantation de l'essentiel du GQG (cabinets du général Georges, adjoint du général Gamelin chargé du front du Nord-Est, et du major général, le général Bineau, aides-majors généraux, les 1er, 2e, 3e et 4e bureaux, les bureaux du courrier et du personnel, les troupes de garde, du train et des transmissions) ; l'hôtel des Bondons, légèrement à l'écart de la ville, à l'est, est notamment réquisitionné ;
- Meaux où sont localisées différentes directions de services et les inspections.

C'est sur ces trois sites que s'effectue la mise en place progressive des services en août 1939.
À Vincennes, le général Gamelin s’installe au vieux fort, dans la partie non-souterraine d'une casemate. Cette casemate construite en 1832 s’élève sur trois niveaux, le long des arcades sud de la cour royale, de part et d’autre de la tour du Bois, sans central radio. C'est un « couvent », une « thébaïde », selon les mots du général de Gaulle. À La Ferté-sous-Jouarre, c'est le château des Bondons, remarquable propriété du XVIIIe siècle, au milieu d’un parc de cinq hectares, qui a été retenu pour le général Georges et le major général du GQG. À Meaux, on recense 24 adresses différentes pour les directions de services, les inspections et les organes de commandement des réserves générales dans la localité ou dans ses alentours (notamment à Lizy-sur-Ourcq, Esbly et Condé-Sainte-Libiaire).
Les implantations sont de façon générale proches de la capitale (et donc du pouvoir politique). Par comparaison, en août 1914, la première implantation du GQG était Vitry-le-François. La dispersion sur plusieurs sites est aussi une façon de minimiser l'impact d'une éventuelle attaque aérienne. Mais cet éclatement ne favorise ni la cohésion ni la réactivité.
Fin octobre 1939, le Grand Quartier général rassemble 1 770 personnes dont près de 500 officiers. Si on ajoute le personnel rattaché au GQG sans y appartenir stricto sensu, on arrive à cette même date à 6 500 personnes environ dont près de 760 officiers. Ces effectifs, assez considérables, continuent à croître après cette date.

## Fonctionnement du GQG

### Drôle de guerre
La Première Guerre mondiale a marqué l'ensemble des officiers supérieurs appartenant en septembre 1939 au GQG. Jean-Louis Crémieux-Brilhac analyse que « le haut commandement des années 1930 n'avait su ni éviter la sclérose intellectuelle et bureaucratique, ni admettre qu'il pût y avoir d'autre forme de guerre que celle de 14-18, ni faire le choix de système d'armes cohérents ». La volonté est souvent d'épargner au pays des pertes humaines inutiles.
La démonstration allemande en Pologne, après avoir écrasée la Tchécoslovaquie, impressionne le général Gamelin, qui souhaite donner du temps à la France et au Royaume-Uni pour rattraper leurs retards en effectifs et en matériels. La déclaration de guerre de la France à l'Allemagne est décalée de six heures par rapport à la déclaration britannique, sur l'insistance de l'état-major du GQG qui veut donner du temps à la mobilisation générale. À la suite de cette déclaration de guerre, aucune action d'envergure n'est menée pendant plusieurs mois, excepté la timide offensive de la Sarre du 7 au 21 septembre 1939 : c'est la drôle de guerre.
Il n'est pas question pour autant d'abandonner la Belgique et les Pays-Bas en cas d'agressions. Le général Gamelin, qui attend une attaque sur cette zone, selon un schéma proche du plan Schlieffen, fait préparer des hypothèses d'avancée au secours de ces pays, avec les meilleures unités disponibles. Ce sont les plans Dyle puis Dyle-Bréda. Cette dernière hypothèse fait réagir le général Georges pour qui une telle avancée des forces françaises serait une aventure, dégarnissant les ressources sur d'autres zones, « par exemple », écrit-il de façon perspicace, « dans le cas d'une attaque en force sur notre centre, sur notre front entre la Meuse et la Moselle ».
Les mois passent. Le 6 janvier 1940, le général Gamelin procède à un remaniement qui le libère du commandement du principal théâtre d'opérations, le théâtre d'opérations du Nord-Est, confié au général Georges, avec le titre de commandant en chef de ce théâtre d'opérations. Le général Georges perd par contre sa fonction d’adjoint au général commandant en chef des forces terrestres.

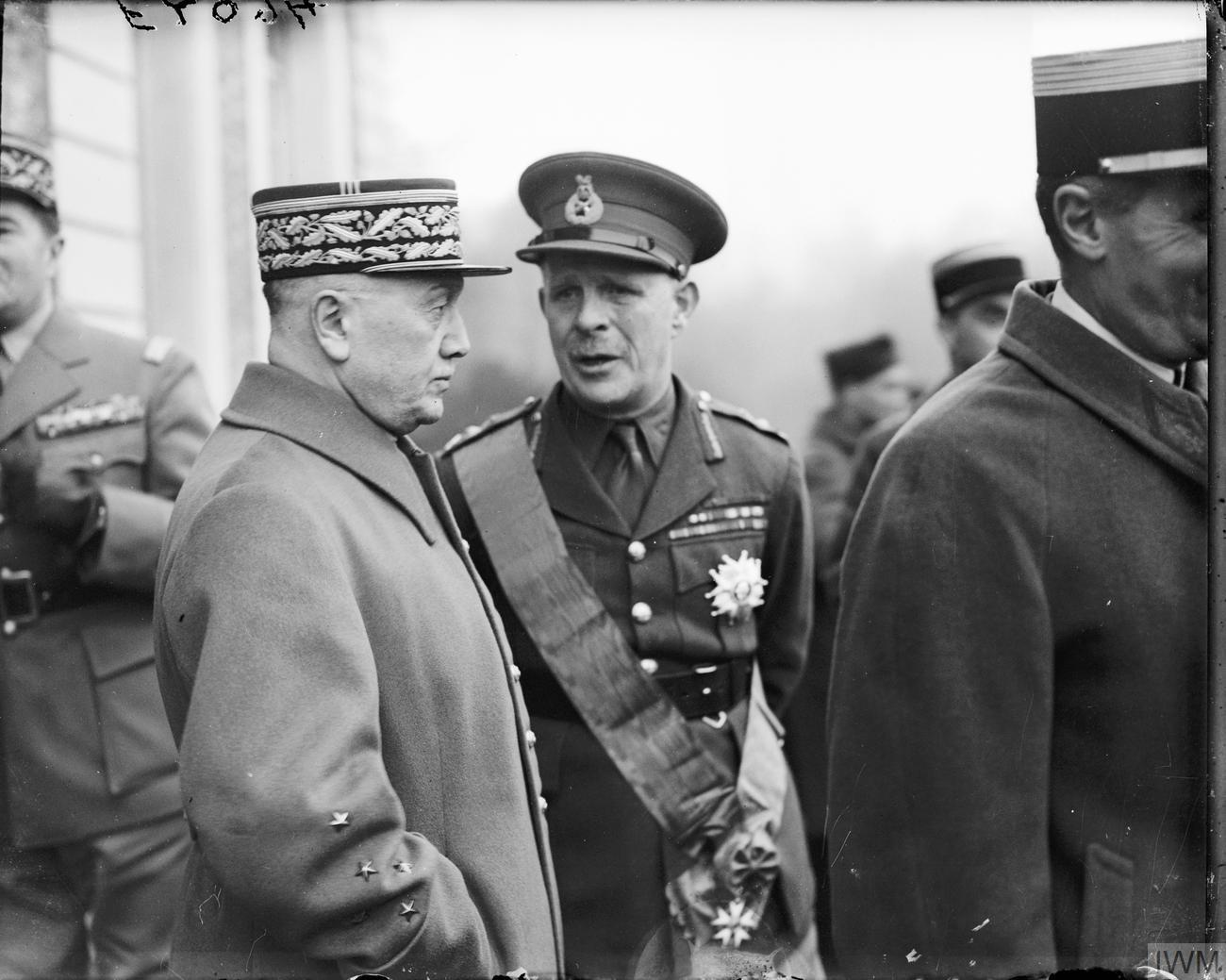
Le général Georges avec le commandant du Corps expéditionnaire britannique, Lord Gort, en janvier 1940.

Ce découpage des responsabilités prend en compte la primauté du théâtre d'opérations nord-est, avec un effectif dédié extrait du GQG et qui est ainsi en prise directe avec les opérations sur ce secteur hautement stratégique, sans être détourné par les événements sur les autres théâtres d'opérations, les Alpes, l'Orient, etc. Le général Georges réagit de façon négative à ce remaniement : « Il prend le GQG et me laisse les responsabilités » commente-t-il. Les ambiguïtés sur leurs responsabilités réciproques, les divergences et les différences de personnalités entre le général Gamelin et le général Georges pèsent lourdement et défavorablement sur le fonctionnement global.
Le nouvel état-major du général Georges se constitue par prélèvements sur les bureaux de l’ancien GQG pour les 1er, 2e et 3e bureaux. Le nouveau GQG s’installe au château de Montry à partir du 18 janvier, date à laquelle le général Bineau, major général du GQG, atteint par la limite d’âge, est remplacé par le général Doumenc. Montry est situé au sud de Meaux, à mi-distance environ entre Vincennes et La Ferté-sous-Jouarre. Le château est une ancienne résidence des comtes de Reilhac, entouré d’un beau parc. Il abrite le cabinet du nouveau major général, les aides-majors généraux, les 1er et 4e bureaux ainsi que le service du chiffre et les quelques officiers formant le 3e bureau. Le 2e bureau et les bureaux du courrier et du personnel s’installent dans des villages voisins (Esbly, Villiers et Saint-Germain-sur-Morin). Les directions de services et les inspections ne déménagent pas et restent à Meaux.
De mars à avril 1940, le 2e bureau du GQG réussit à obtenir un ensemble de renseignements sur la disposition des forces allemandes, et notamment des divisions blindées, qui laissent supposer une concentration des efforts dans le secteur des Ardennes. Il signale également que les services de renseignement ennemis se documentent sur l'état des routes sur l'axe Sedan-Abbeville. Une autre information, concordante, parvient au GQG par l'attaché militaire français à Berne le 30 avril, mentionnant Sedan comme axe principal du mouvement envisagé par les Allemands. Tous ces renseignements parviennent au chef d’état-major général, Maurice Gamelin, qui reste sceptique sur une attaque à travers les Ardennes.

### Campagne de France de 1940
Le 10 mai 1940, l'attaque allemande commence et semble dans un premier temps centrée sur la Belgique et les Pays-Bas. Le 10 mai, le général Georges reçoit l'ordre du général Gamelin d'appliquer le plan Dyle-Bréda, sur lequel Georges avait exprimé quelques mois auparavant des réserves.

Percée de Sedan et avancée allemande du 10 mai au 16 mai 1940.

Le même jour, les Allemands entament un second axe d'attaque, le principal, vers les Ardennes. La zone boisée et la prédominance de l'aviation ennemie ne se prêtent pas à des reconnaissances aériennes pour les Alliés. Malgré la difficulté à estimer le nombre de divisions ennemies opérant dans ce secteur, le 3e bureau émet l'instruction no 12 signée par le général Georges renforçant les effectifs dans cette zone. Les unités sollicitées arriveront trop tard. Le même jour, le général Gamelin, de passage à La Ferté-sous-Jouarre, s'intéresse essentiellement aux opérations en Belgique. Il apprécie peu que le général Georges ait délégué au général Billotte la négociation avec le roi des Belges.
Le 13, le GQG est informé que la Meuse a été franchie en deux endroits, « un pépin assez sérieux » pour le général Georges. Georges, un moment un peu effondré, ses collaborateurs proches et le 2e bureau font l'hypothèse que l'effort principal de l'ennemi n'est pas en Belgique mais bien sur l'axe Luxembourg-Mézières, comme ils le craignaient. Des contre-attaques sont lancées les jours suivants à Chéhéry et surtout à Stonne, avec des forces blindées françaises. Mais, malgré la gravité de la percée allemande à Sedan et la menace encourue par les forces alliées avancées en Belgique, les commandants des unités opérationnelles conservent une forte prudence, favorisent un positionnement statique et défensif, et manquent de résolution dans les contre-attaques. Le GQG a tendance également à surévaluer l'impact des quelques réactions françaises. L'absence de confiance entre le général Gamelin et le général Georges n'arrange rien. Le 14, le général Gamelin, jouant peut être de l’ambiguïté des responsabilités entre lui et le général Georges, semble découvrir qu'il n'y a pas de réserves immédiatement derrière Sedan permettant de réagir rapidement. Il est pourtant difficile d'admettre que cette situation ne soit pas connue du commandant en chef des forces terrestres françaises.

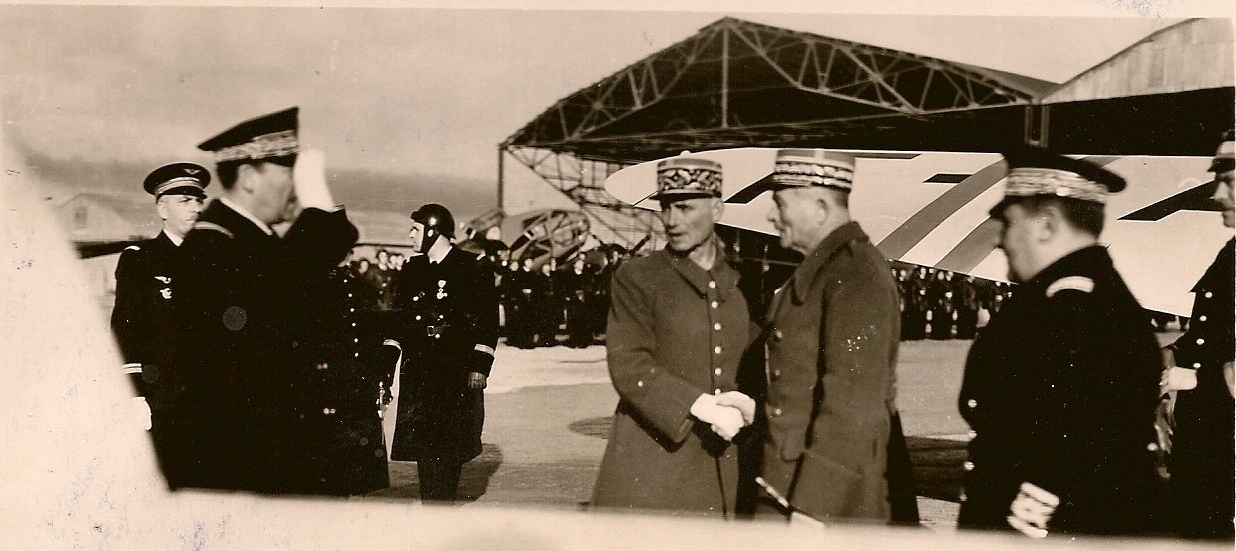
Le général Weygand sur une base aérienne française en 1940.

Le 19 mai, le général Weygand est nommé à la tête du GQG en lieu et place du général Gamelin. La passation de commandement dure quelques heures, au cours desquelles Gamelin puis Georges lui indiquent l'ampleur de la défaite et l'absence de réserves. Weygand maintient en place le général Georges mais recentre toutes les décisions sur son cabinet.
Le 25 mai, un conseil de guerre se déroule à l’Élysée, réunissant le président de la République Albert Lebrun, le président du Conseil Paul Reynaud, Philippe Pétain, le ministre de la Marine César Campinchi et Weygand. C'est à cette réunion que l'hypothèse d'un armistice est évoquée pour la première fois par le président Lebrun. Paul Reynaud s'oppose à cette idée et se montre partisan d'une poursuite de la guerre aux côtés des Britanniques. Weygand, dont l'influence va au-delà de son rôle militaire, ne s'affiche pas partisan de l'armistice, mais le juge sans doute déjà inéluctable.
L'espoir suscité dans le pays par l'arrivée de Weygand est de courte durée. La bataille de Dunkerque prive les Français des forces britanniques, en plus des pertes dans leurs rangs. L'ultime bataille de la Somme tourne en faveur des Allemands ; le front de l'Aisne craque. L'invasion allemande s'accélère et la marche vers Paris commence.

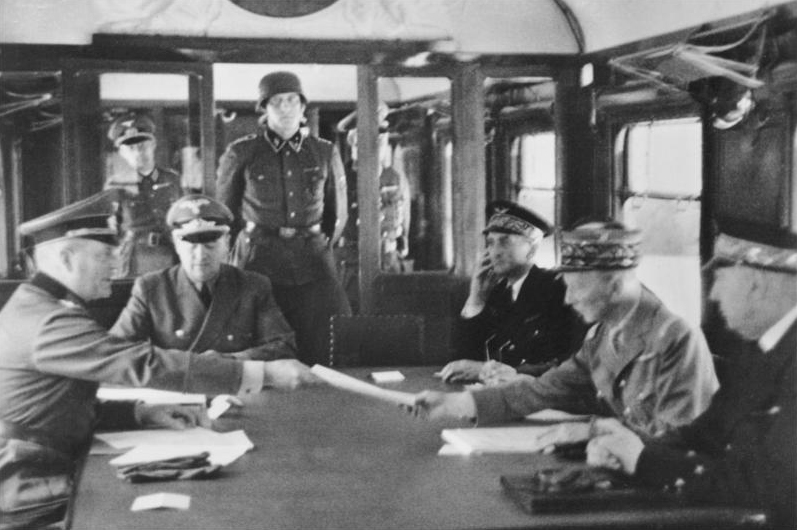
Signature de l'armistice.

Le 8 juin, le GQG se replie sur Briare. Il s'y répartit du 10 au 15 juin entre plusieurs édifices. Le GQG a son cantonnement dans la propriété de Vaugereau, à proximité immédiate de Briare, le poste de commandement de Georges se trouve à l’autre extrémité de la ville, dans le château de Beauvoir, tandis que Weygand, Doumenc et leurs cabinets respectifs sont installés au château du Muguet, à quelques kilomètres de là. Ces différentes composantes n'ont jamais été aussi proches les unes des autres.
Mais, le GQG doit continuer à se replier encore plus au sud, et le fait en trois étapes, de Briare à Vichy, de Vichy vers Ussel et la Bourboule et enfin à Montauban. Montauban est atteint le 23 juin, le lendemain de l'armistice. Durant tous ces déplacements, les officiers du GQG ont le sentiment d’assister à la déroute française sans pouvoir remplir pleinement leurs rôles. Ils se sentent mal à l’aise vis-à-vis des troupes qui continuent à se battre. Lors de ces replis successifs, une partie des archives secrètes du GQG est saisie par les Allemands dans un train bloqué à La Charité-sur-Loire. Le GQG se déplace une dernière fois sur Clermont-Ferrand, fin juin, avant sa dissolution le 1er juillet 1940.